# Silodosin
Silodosin (Rapaflo, Silodiks, Rapilif, Silodal, Urief) je lek za simptomatički tretman benignog uvećanja prostate. On deluje kao antagonist α1-adrenoceptor sa visokom selektivnošću (selektivnost za prostatu).

## Farmakologija
Pošto je silodosin veoma selektivan inhibitor α1A adrenergičkog receptora, on praktično ne uzrokuje ortostatičku hipotenziju (što je u kontrastu sa drugim α1 blokatorima). S druge strane, visoka selektivnost uzrokuje probleme sa ejakulacijom.

## Spoljašnje veze
|  | Molimo Vas, obratite pažnju na važno upozorenje u vezi sa temama iz oblasti medicine (zdravlja). |